# Municipio de Dover (Pensilvania)
El municipio de Dover (en inglés: Dover Township) es un municipio ubicado en el condado de York en el estado estadounidense de Pensilvania. En el año 2000 tenía una población de 18,074 habitantes y una densidad poblacional de 166 personas por km².

## Geografía
El municipio de Dover se encuentra ubicado en las coordenadas 39°58′00″N 76°52′59″O / 39.96667, -76.88306.

## Demografía
Según la Oficina del Censo en 2000 los ingresos medios por hogar en la localidad eran de $46,845 y los ingresos medios por familia eran $53,252. Los hombres tenían unos ingresos medios de $36,478 frente a los $23,787 para las mujeres. La renta per cápita para la localidad era de $20,513. Alrededor del 4,2% de la población estaban por debajo del umbral de pobreza.